# Andrzejów (Wieruszów)
Pour les articles homonymes, voir Andrzejów.
Andrzejów est une localité polonaise de la gmina de Łubnice, située dans le powiat de Wieruszów en voïvodie de Łódź.